# Tom Ince
Thomas Christopher Ince (Stockport, Inglaterra, 30 de enero de 1992), conocido como Tom Ince, es un futbolista inglés. Juega de centrocampista en el Watford F. C. de la EFL Championship de Inglaterra.
También ha jugado para el Liverpool, Notts County y Crystal Palace, y a nivel internacional para la selección de Inglaterra a diferentes niveles juveniles. Es el hijo del excapitán de la selección Paul Ince.

## Trayectoria

### Liverpool
Ince fichó con las divisiones inferiores del Liverpool en 2008, y para la temporada 2010-11 recibió su camiseta con el número 45 en el primer equipo. El 29 de julio de 2010, llegó a estar en la banca de suplentes por primera vez en un partido clasificatorio por la UEFA Europa League frente al FK Rabotnički. Finalmente hizo su debut con el club el 22 de septiembre de 2010 ingresando en el minuto 106 en la derrota frente al  Northampton Town por la tercera ronda de la Copa de la Liga de Inglaterra.

#### Cesión al Notts County
El 1 de noviembre de 2010 se encontró con su padre en Notts County, firmando un contrato a préstamo hasta enero de 2011. Hizo su debut con el County el 6 de noviembre en la victoria 2–0 sobre el Gateshead por la primera ronda de la FA Cup. El 13 de noviembre, hizo su debut en la liga en la derrota 3-1 contra el Exeter City. El 11 de diciembre, Ince su primer gol como profesional en la victoria 2–0 sobre el Milton Keynes Dons en un partido de la liga.

### Blackpool
El 3 de agosto de 2011, Ince firmó un contrato por dos años con el Blackpool, con opción a un tercero, luego de que llegaran a un acuerdo por compensación entre su nuevo club y el Liverpool. Hizo su debut para el Blackpool en una derrota frente al Sheffield Wednesday por la Copa de la Liga de Inglaterra el 11 de agosto de 2011. Anotó sus primeros goles para Blackpool en una victoria 2–1 sobre Doncaster Rovers el 18 de octubre de 2011. El 25 de febrero de 2012 anotó otro doblete en la victoria 3–1 como visitante sobre el Bristol City. En la final de los playoffs del Championship en el estadio del 19 de mayo de 2012, Ince anotaría el gol de empate frente al West Ham United. No obstante, Blackpool perdería el partido 2–1.
En el primer partido de la liga de Blackpool de la temporada 2012-13, el 18 de agosto de 2012, Ince anotó los dos únicos goles del partido en la victoria 2-0 ante el Millwall. Después de ese partido, el entrenador Ian Holloway indicó que Blackpool había recibido una oferta de un club 'X', pero que Ince ya había comprometido su futuro con los Seasiders después de hablar con su padre. Holloway indicó, "Hubo interés por Tom la semana anterior. Nadie ha sabido de ello pero los comparto con ustedes. Su papá quiere que se quede con nosotros".
El 7 de agosto, anotó un doblete en la victoria 6–0 sobre el Ipswich Town. En septiembre, antó en partidos consecutivos frente al Barnsley y el Middlesbrough. Anotó su décimo gol en la temporada en noviembre, completando así una racha de cinco partidos consecutivos en los que anotaba.
El 30 de junio de 2013, Blackpool aceptó lo que se cree fue una oferta de £8 millones del Cardiff City. Pese a haber acordado las condiciones personales y pasar su examen médico, Ince finalmente rechazó el traspaso el 12 de julio para quedarse en Blackpool con su hijo recién nacido.

#### Cesión al Crystal Palace
El 31 de enero de 2014, Ince fichó por el Crystal Palace a préstamo por el resto de la temporada 2013-14 de la Premier League, por un monto especial por la transacción de 1 millón de libras. Ince anotó en su debut, el 8 de febrero de 2014. Este gol, el primero en la victoria 3-1 sobre el West Bromwich Albion, resultó ser su único gol antes de que terminara su cesión.

### Hull City
Luego de terminar su contrato con el Blackpool, Ince se unió al Hull City el 24 de julio de 2014 firmando un contrato por dos años, pero sin firmar acuerdo por compensaciones.

## Selección nacional

### Categorías inferiores
Ince jugó en cuatro ocasiones para la selección sub-17 de Inglaterra en 2009 y en otras cuatro para la sub-19 en 2011. El 29 de agosto de 2012 fue convocado a la selección sub-21 por el entrenador Stuart Pearce para los partidos clasificatorios para la Eurocopa juvenil contra Azerbaiyán el 1 de septiembre y Noruega cuatro días después. Hizo su debut con la sub-21 en la victoria 2-0 sobre Azerbaiyán en Bakú. El 5 de febrero de 2013, anotó sus primeros goles con esta selección, consiguiendo un doblete en la victoria 4-0 sobre Suecia en Walsall.

## Clubes
| Club                                 | País       | Año       |
| ------------------------------------ | ---------- | --------- |
| Liverpool F. C.                      | Inglaterra | 2010-2011 |
| Notts County F. C. (a préstamo)      | Inglaterra | 2010-2011 |
| Blackpool F. C.                      | Inglaterra | 2011-2014 |
| Crystal Palace F. C. (a préstamo)    | Inglaterra | 2014      |
| Hull City A. F. C.                   | Inglaterra | 2014-2015 |
| Nottingham Forest F. C. (a préstamo) | Inglaterra | 2014      |
| Derby County F. C.                   | Inglaterra | 2015-2017 |
| Huddersfield Town A. F. C.           | Inglaterra | 2017-2018 |
| Stoke City F. C.                     | Inglaterra | 2018-2022 |
| Luton Town F. C. (a préstamo)        | Inglaterra | 2021      |
| Reading F. C. (a préstamo)           | Inglaterra | 2022      |
| Reading F. C.                        | Inglaterra | 2022-2023 |
| Watford F. C.                        | Inglaterra | 2023-     |

## Palmarés

### Individual
- Equipo del Año de la PFA (1): 2012–13
- Jugador Joven del Año de la Football League (1): 2013

## Vida privada
Ince se volvió padre por primera vez el 11 de julio de 2013. Su pareja, Charly Cottrell, dio a luz a Halle Rae en el Stepping Hill Hospital Stockport, el mismo hospital en el que el mismo Ince había nacido hacía 21 años atrás.